# واقي التدفق

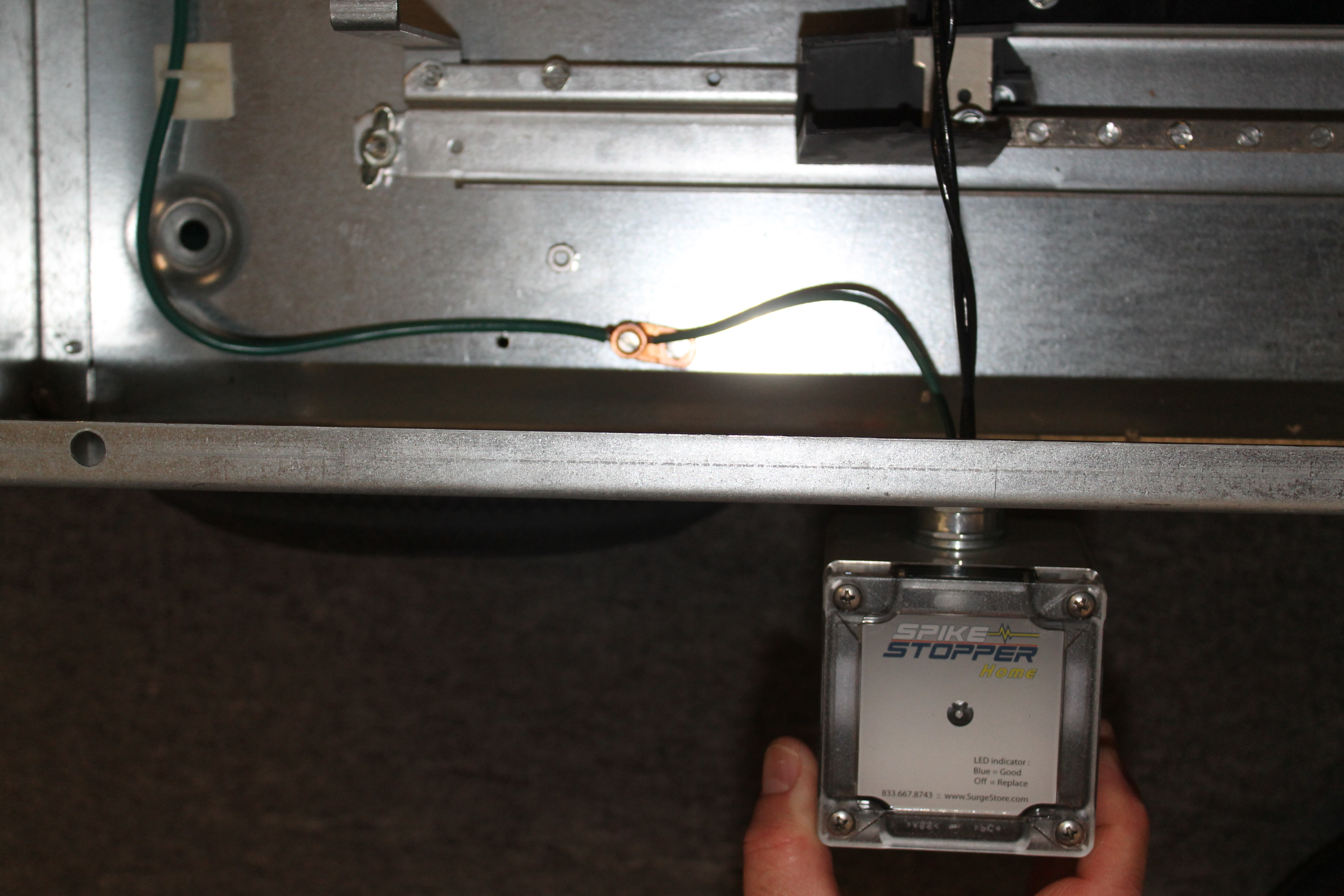
جهاز واقي التدفق

واقي التدفّق (ملاحظة 1) هو جهاز يحمي من ارتفاعات الفولتية المفاجئة التي قد تصل إلى الحاسب أو الأَجهزة الإلكترونية الأُخرى.
تفيد هذه الأجهزة في معدات الوقاية من الصواعق.